# Dean Pomorisac
Dean David Pomorisac (* 12. November 1988 in der Sozialistische Föderative Republik Jugoslawien) ist ein ehemaliger Handballspieler mit österreichischer Staatsbürgerschaft.

## Karriere
Pomorisac kam, 14 Tage nach seiner Geburt, nach Kärnten in Österreich. Bereits im Alter von sechs Jahren begann der Rechtshänder Handball zu spielen. In seiner Jugend spielte der Rückraumspieler dann noch für den HC Kärnten und seinen späteren Stammverein SC Ferlach. Später ging Pomorisac dann für die HSG Raiffeisen Bärnbach/Köflach in der Handball Bundesliga Austria auf Punktejagd und schaffte in der Saison 2009/10 den Aufstieg in die Handball Liga Austria mit den Steirern. 2010/11 lief er dann für die SG Handball West Wien in der ersten Liga auf. Seit 2011/12 läuft der Kärntner wieder für den SC Ferlach auf. Bis 2015/16 nahm er mit der Mannschaft, mit einer Ausnahme 2013/14, an der zweithöchsten Liga Österreichs teil. Durch den Sieg im Finale der Handball Bundesliga Austria 2016 nimmt das Team seither wieder an der Handball Liga Austria teil. 2022 beendete er seine Karriere.

## Saisonbilanzen

### HLA
| 2010/11   | SG Handball West Wien                                           | HLA                                                             | 56                                                              | 0/0                                                             | 56                                                              |                                                                 |                                                                 |                                                                 |                                                                 |                                                                 |
| 2013/14   | SC Ferlach                                                      | HLA                                                             | 95                                                              | 0/0                                                             | 95                                                              |                                                                 |                                                                 |                                                                 |                                                                 |                                                                 |
| 2016/17   | SC Ferlach                                                      | HLA                                                             | 155                                                             | 2/3                                                             | 153                                                             |                                                                 |                                                                 |                                                                 |                                                                 |                                                                 |
| 2017/18   | SC Ferlach                                                      | HLA                                                             | 181                                                             | 18/25                                                           | 163                                                             |                                                                 |                                                                 |                                                                 |                                                                 |                                                                 |
| 2018/19   | SC Ferlach                                                      | HLA                                                             | 155                                                             | 17/23                                                           | 138                                                             |                                                                 |                                                                 |                                                                 |                                                                 |                                                                 |
| 2019/20   | Saison aufgrund der COVID-19-Pandemie in Österreich abgebrochen | Saison aufgrund der COVID-19-Pandemie in Österreich abgebrochen | Saison aufgrund der COVID-19-Pandemie in Österreich abgebrochen | Saison aufgrund der COVID-19-Pandemie in Österreich abgebrochen | Saison aufgrund der COVID-19-Pandemie in Österreich abgebrochen | Saison aufgrund der COVID-19-Pandemie in Österreich abgebrochen | Saison aufgrund der COVID-19-Pandemie in Österreich abgebrochen | Saison aufgrund der COVID-19-Pandemie in Österreich abgebrochen | Saison aufgrund der COVID-19-Pandemie in Österreich abgebrochen | Saison aufgrund der COVID-19-Pandemie in Österreich abgebrochen |
| 2020/21   | SC Ferlach                                                      | HLA                                                             | 86                                                              | 14/20                                                           | 72                                                              |                                                                 |                                                                 |                                                                 |                                                                 |                                                                 |
| 2021/22   | SC Ferlach                                                      | HLA                                                             | 116                                                             | 11/18                                                           | 105                                                             |                                                                 |                                                                 |                                                                 |                                                                 |                                                                 |
| 2010–2022 | gesamt                                                          | HLA                                                             | 844                                                             | 62/89 (70 %)                                                    | 782                                                             |                                                                 |                                                                 |                                                                 |                                                                 |                                                                 |

### HBA
| Saison    | Verein                          | Spielklasse | Tore | 7-Meter      | Feldtore |
| --------- | ------------------------------- | ----------- | ---- | ------------ | -------- |
| 2008/09   | HSG Raiffeisen Bärnbach/Köflach | HBA         | 111  | 0/3          | 111      |
| 2009/10   | HSG Raiffeisen Bärnbach/Köflach | HBA         | 136  | 2/3          | 134      |
| 2011/12   | SC Ferlach                      | HBA         | 202  | 6/13         | 196      |
| 2012/13   | SC Ferlach                      | HBA         | 101  | 1/2          | 100      |
| 2014/15   | SC Ferlach                      | HBA         | 123  | 1/1          | 122      |
| 2015/16   | SC Ferlach                      | HBA         | 188  | 10/16        | 178      |
| 2008–2016 | gesamt                          | HBA         | 761  | 20/38 (53 %) | 741      |